# Спасское (Харовский район)
Спасское — опустевшее село в Харовском районе Вологодской области. Кадастровый номер: 35:12:0303024:4
Входит в состав Харовского сельского поселения, с точки зрения административно-территориального деления — в Харовский сельсовет. По данным переписи в 2002 году постоянного населения не было.

## География
Село находится в лесной местности. Земли лесного фонда, ведение лесного хозяйства.
Географическое положение
Ближайшие населенные пункты

## Население
| 2010 |
| ---- |
| 0    |

## Транспорт
Расстояние до районного центра Харовска по автодороге — 6 км.